# Överlännäs distrikt
Överlännäs distrikt är ett distrikt i Sollefteå kommun och Västernorrlands län. Distriktet ligger omkring Björkå och Överlännäs i mellersta Ångermanland. 

## Tidigare administrativ tillhörighet
Distriktet inrättades 2016 och utgörs av Överlännäs socken i Sollefteå kommun.
Området motsvarar den omfattning Överlännäs församling hade 1999/2000.

## Tätorter och småorter
I Överlännäs distrikt finns en småort men inga tätorter. 

### Småorter
- Björkå